# Жанзаков, Жандарбек Садуевич
Жандарбек Садуевич Жанзаков (08.01.1966, с. Речное, Демьяновский р-н, Кустанайская обл., КазССР), представитель высшего командования Вооружённых сил Республики Казахстан, вице-адмирал, Главнокомандующий военно-морскими силами (с 2009).

## Биография
Родился 8 января 1966 года в селе Речное Демьяновского района Кустанайской области.
После окончания средней школы с 1983 по 1988 годы – курсант Тихоокеанского Высшего Военно-морского училища им. С.О. Макарова по специальности «Вооружение кораблей».
На офицерских должностях с 1988 года.
С 1988 по 1995 годы – командир торпедной группы большой подводной лодки.
С 1995 по 2000 годы – командир отдельного дивизиона кораблей.
С 2000 по 2003 годы – старший офицер, начальник отдела Департамента оперативного планирования Комитета начальников штабов Министерства обороны Республики Казахстан.
С 2001 по 2004 годы обучался в Национальном университете обороны Министерства обороны Республики Казахстан.
С 2003 по 2008 годы – начальник управления ВМС, заместитель командующего войсками регионального командования «Запад».
С 2008 по 2010 годы – слушатель Военной Академии Генерального штаба Министерства обороны Российской Федерации.
С 2008 по 2009 годы – временно исполняющий обязанности первого заместителя главнокомандующего ВМС - начальника главного штаба ВМС ВС Республики Казахстан.
С 2009 года – главнокомандующий Военно-морскими силами ВС Республики Казахстан.
Указом Президента Республики Казахстан от 5 мая 2016 года присвоено звание вице-адмирала.
18 апреля 2018 года распоряжением Главы государства Жанзаков Жандарбек Садуевич освобожден от должности главнокомандующего Военно-морскими силами Вооруженных Сил Республики Казахстан.
21 мая 2020 года приговором Военного суда Акмолинского гарнизона Жандарбек Жанзаков был осужден к шести годам лишения свободы по обвинению в злоупотреблении властью, так же по решению суда он был лишен воинского звания вице-адмирал. По мнению военной прокуратуры, офицер виновен в том, что выполняя задачи по обеспечению обороноспособности флота швартовал корабли нарушая закон "О госзакупках".
В феврале 2023 года Верховный суд Республики Казахстан вынес оправдательное решение в отношении Жандарбека Жанзакова.

## Награды
- Орден Данк II степени
- Юбилейные медали
- Медали за выслугу лет